# Энциклопедия центров треугольника
Энциклопедия центров треугольника (англ. The Encyclopedia of Triangle Centers; ETC) — размещённая в сети база данных, содержащая более 52 тыс. (на 2022 год) «центров треугольника» — примечательных точек, связанных с геометрией треугольника. Поддерживается профессором математики университета Эвансвилла Кларком Кимберлингом.
Каждая точка в списке идентифицируется своим порядковым номером в виде {\displaystyle X(n)}; например, {\displaystyle X(1)} — инцентр. Информация, записываемая о центре треугольника, включает его трилинейные и барицентрические координаты, также указывается связь с линиями, на которых они лежат, и с другими идентифицированными точками. Для ключевых точек даны ссылки на диаграммы. Кроме того, энциклопедия включает словарь основных понятий и терминов.
Каждая точка в базе данных имеет уникальное имя. Если она не имеет особого имени, связанного с геометрией или с историей её появления, то вместо имени используется название звезды, например, 770-я точка названа точкой Акамара.
Первые 10 точек в энциклопедии:
- {\displaystyle X(1)} — инцентр
- {\displaystyle X(2)} — центроид
- {\displaystyle X(3)} — центр описанной окружности
- {\displaystyle X(4)} — ортоцентр
- {\displaystyle X(5)} — центр окружности девяти точек
- {\displaystyle X(6)} — точка Лемуана
- {\displaystyle X(7)} — точка Жергонна
- {\displaystyle X(8)} — точка Нагеля
- {\displaystyle X(9)} — центр эллипса Мандара
- {\displaystyle X(10)} — центр Шпикера

База данных подтолкнула специалистов и энтузиастов на создание ряда аналогичных проектов, таковы, например, «Энциклопедия фигур, образованных четырьмя точками или четырьмя отрезками» и «Энциклопедия геометрии многоугольников».